# Инвалидност и сиромаштво
За сиромашне у свету је знатно већа вероватноћа да ће имати или доживети инвалидитет током свог живота у поређењу са финансијски привилегованијим. Стопа инвалидитета у сиромашним земљама је знатно виша од оне у развијенијим земљама. Од раних 2010-их постоји све већи број истраживања која подржавају постојање повезаности инвалидитета и сиромаштва и циклуса у којем се сиромаштво и инвалидитет међусобно појачавају. Физичка, когнитивна, ментална, емоционална, сензорна или развојна оштећења независно или у тандему једно са другим могу повећати нечију вероватноћу да постанете осиромашени, док живот у сиромаштву може повећати нечији потенцијал да имате или стекнете инвалидитет у неком својству.

## Обим
Већи број студија показује значајну стопу инвалидитета међу појединцима који живе у сиромаштву. Докази о повезаности инвалидитета и сиромаштва недавно су прегледани у првом водећем извештају Уједињених нација о инвалидности и развоју  Показало се да је повезаност између инвалидитета и сиромаштва већа када се сиромаштво мери вишедимензионално, спрам мерења кроз приходе или расходе за потрошњу. Председник Светске банке Џејмс Волфенсон изјавио је да ова веза открива везу коју треба прекинути. Он је навео: „Људи са инвалидитетом у земљама у развоју су превише заступљени међу најсиромашнијим људима. Они су до сада били у великој мери занемарени у развојној агенди, али недавни фокус на стратегије за смањење сиромаштва је јединствена шанса да се та агенда преиспита и препише" Везу између инвалидитета и развоја додатно је нагласила Џудит Хеуман, прва саветница Светске банке за међународна права особа са инвалидитетом, која је навела да од 650 милиона људи који данас живе са инвалидитетом, осамдесет процената живи у земљама у развоју. Поред тога, нека истраживања са доказаним друштвеним утицајем отварају места која воде ка успостављању фактора који омогућавају да се прекине циклус ускраћености са којим се суочавају сиромашни људи са инвалидитетом. Према Одељењу за међународни развој Уједињеног Краљевства, 10.000 особа са инвалидитетом умире сваког дана од последица екстремног сиромаштва, што показује да је веза посебно проблематична и дубоко укорењена. Ова веза је присутна и у развијеним земљама, при чему је Мрежа фондација за особе са инвалидитетом извештавала да је само у Сједињеним Америчким Државама двапут већа вероватноћа да ће особе са инвалидитетом живети испод границе сиромаштва од људи без инвалидитета.

## Узроци
Према Светској банци, „Особе са инвалидитетом у просеку као група доживљавају лошије социо-економске исходе од особа без инвалидитета, као што су мање образовања, лошији здравствени исходи, мање запослености и веће стопе сиромаштва“. Истраживачи су показали да се ови смањени исходи могу приписати мноштву институционалних баријера и других фактора. Штавише, предвиђа се да ће преваленца инвалидитета у осиромашеној популацији пратити циклични образац по којем је већа вероватноћа да ће они који живе у сиромаштву постати нека врста инвалида, док инвалиди имају већу шансу да осиромаше.

### Зачарани круг
Стручњаци из Савета за особе са инвалидитетом Уједињеног Краљевства везу између инвалидитета и сиромаштва приписују многим системским факторима који промовишу „зачарани круг“. Статистички подаци потврђују узајамно појачавајућу природу инвалидитета и ниског социоекономског статуса, показујући да је за особе са инвалидитетом знатно већа вероватноћа да ће осиромашити, а да људи који су осиромашени имају знатно већу вероватноћу да постану инвалиди. Препреке које се постављају за особе са инвалидитетом могу довести до тога да појединци буду лишени приступа основним ресурсима, као што су могућности за образовање и запошљавање, што доводи до тога да постану сиромашни. Исто тако, сиромаштво ставља појединце у много већи ризик од стицања инвалидитета због општег недостатка здравствене заштите, исхране, санитарних услова и безбедних услова рада којима су изложени сиромашни.
Стручњаци тврде да је овај циклус овековечен углавном недостатком помоћи онима који живе у сиромаштву. Неколико опција које су доступне сиромашнима често захтевају да се ови појединци доведу у опасност, што последично доводи до повећања стицања оштећења која се могу спречити. Такође се показало да живот у сиромаштву смањује приступ појединца превентивним здравственим услугама, што доводи до стања инвалидитета која су се могла спречити. У студији коју је спровео Оксфам, организација је открила да се више од половине случајева слепила и оштећења слуха у детињству у Африци и Азији сматра спречивим или излечивим. Још једна процена коју је објавио Оксфам пружа додатне доказе о овом зачараном кругу. Открили су да 100 милиона људи који су у сиромаштву такође имају оштећења стечена због неухрањености и недостатка одговарајућих санитарних услова.

### Дискриминација
Предрасуде према особама са инвалидитетом, које се иначе називају аблеизам, показују се као значајна штета за успешне исходе особа у овој популацији. Према једној студији која је пратила животе деце са сметњама у развоју у Јужној Африци, деца у узорку су описала „дискриминацију друге деце и одраслих у заједници као свој најзначајнији свакодневни проблем“. Додатни облици дискриминације могу довести до тога да инвалидност буде израженија у већ маргинализованим популацијама. Утврђено је да жене и појединци који припадају одређеним етничким групама са инвалидитетом више пате од дискриминације и трпе негативне последице. Неки истраживачи то приписују ономе што верују да је „двоструко одбацивање“ девојака и жена које су инвалиди на основу њиховог пола и на основу инвалидитета.
Поред тога, жене са инвалидитетом су посебно подложне да буду злостављане. Истраживање УН-а из 2004. године у Ориси, Индија, показало је да је свака жена са инвалидитетом у истраживању доживела неки облик физичког злостављања. Такође се показало да ова двострука дискриминација преовладава у индустријализованијим земљама. У Сједињеним Државама, на пример, 72 одсто жена са инвалидитетом живи испод границе сиромаштва. Посебно је важно узети у обзир појачану дискриминацију са којом се особе са инвалидитетом могу суочити због свог пола када се узме у обзир да, према Организацији за економску сарадњу и развој, жене пријављују већу учесталост инвалидитета од мушкараца. Штавише, веза између инвалидитета и сиромаштва је посебно значајна за женску популацију, глобално посматрано, при чему жене чине отприлике 70 процената свих појединаца који живе у сиромаштву. Институционална дискриминација такође постоји јер постоје политике које постоје у организацијама које резултирају неједнакошћу између особе са инвалидитетом и особе без инвалидитета. Неке од ових организација систематски игноришу потребе особа са инвалидитетом, а неке се мешају у њихове животе као средство друштвене контроле.

### Здравствена заштита
Други разлог зашто су појединци који живе са инвалидитетом често осиромашени су високи медицински трошкови повезани са њиховим потребама. Једна студија, спроведена у селима у јужној Индији, показала је да се годишњи трошкови лечења и опреме потребних за особе са инвалидитетом у тој области крећу од тродневног прихода до двогодишњег прихода, са просечним износом потрошеним на основне услуге тромесечни приход. Ова цифра не узима у обзир неплаћени рад неговатеља који морају да пруже помоћ након ових процедура и опортунитетне трошкове који доводе до губитка прихода током повреде, операције и рехабилитације. Студије које су известили медицински антрополози Бенедикт Ингстад и Сузан Рејнолдс Вајт такође су показале да је приступ медицинској нези значајно отежан када особа нема мобилност. Они наводе да поред директних медицинских трошкова повезаних са инвалидитетом, терет превоза највише пада на особе са инвалидитетом. Ово се посебно односи на сиромашне на селу чија удаљеност од урбаних средина изискује велико кретање да би се добиле здравствене услуге. Због ових баријера, како економских тако и физичких, процењује се да само 2 процента особа са инвалидитетом има приступ адекватним услугама рехабилитације.
Недоступност здравствене заштите за оне који живе у сиромаштву има значајан утицај на стопу инвалидитета у овој популацији. Појединци који живе у сиромаштву суочавају се са већим здравственим ризицима и често нису у могућности да добију одговарајући третман, што доводи до знатно веће шансе да добију инвалидитет током свог живота. Финансијске баријере нису једине препреке са којима се суочавају они који живе у сиромаштву. Истраживања показују да питања географске неприступачности, доступности и културних ограничења представљају значајне препреке стицању одговарајуће бриге за становништво земаља у развоју. Болести специфичне за пол су посебно штетне за жене које живе у сиромаштву. Светска здравствена организација процењује да сваке године 20 милиона жена добије инвалидитет због компликација током трудноће и порођаја које би се могле значајно ублажити одговарајућом медицинском негом пре порођаја, порођаја и после порођаја.

### Институционалне баријере
Истраживачи тврде да институционалне баријере играју значајну улогу у учесталости сиромаштва код особа са инвалидитетом.

#### Приступачност
Приступачност физичког окружења може бити велика детерминанта у нечијој способности да оствари одређену врсту успеха или да макар преживи. Професор урбаног планирања Роб Имри је закључио да већина простора садржи премостиве физичке баријере које ненамерно стварају „апартхејд по дизајну“, при чему су особе са инвалидитетом искључене из подручја због неприступачног распореда тих простора. Неки, као што је Савет за инвалидна лица Уједињеног Краљевства, сматрају овај „апартхејд“ посебно присутан у вези са јавним превозом, образовним и здравственим установама, и можда најрелевантнијим местима запослења. Физичке баријере се такође често налазе у кући, а сиромашни чешће заузимају скучене просторе који нису адекватни за приступ инвалидским колицима. Осим физичке доступности, други потенцијални искључујући агенти укључују недостатак брајеве азбуке, знаковног језика и недостатак доступности аудио трака за оне који су слепи и глуви.

#### Образовање
Шпекулише се да корени незапослености почињу дискриминацијом у раном узрасту. УНЕСЦО је 1995. известио да је 98 процената деце са сметњама у развоју у земљама у развоју ускраћено за приступ формалном образовању. Ова статистика је још потреснија за жене са инвалидитетом, јер Програм Уједињених нација за развој извештава да је глобална стопа писмености за ову популацију само 1 одсто. Ово се може приписати чињеници да, према подацима Светске здравствене организације, дечаци са инвалидитетом имају знатно већу вероватноћу да добију образовање него девојчице са сличним способностима. Ускраћивање образовања појединцима са посебним потребама можда није само питање дискриминације, већ и питање ресурса. Деци са сметњама у развоју често су потребни специјални образовни ресурси и наставне праксе које су углавном недоступне у земљама у развоју.

#### Запослење
Неки социолози су указивали на бројне препреке за запошљавање особа са инвалидитетом. Ово се може видети у дискриминацији од стране послодаваца, приступним баријерама на радном месту, распрострањеним негативним ставовима у вези са вештинама и негативним реакцијама купаца. Према социологу Едварду Холу, „више особа са инвалидитетом је незапослено, у занимањима нижег статуса, са ниским зарадама или уопште ван тржишта рада, него људи без инвалидитета“. Међународна организација рада процењује да отприлике 386 милиона светске радно способне популације има неки облик инвалидитета, међутим, до осамдесет процената ових запошљивих особа са инвалидитетом не може да нађе посао. За жене са инвалидитетом стопа запослености је још нижа. Статистике показују да особе са инвалидитетом и у индустријализованим земљама и у земљама у развоју генерално нису у могућности да добију формални посао. У Индији, само 100.000 од 70 у земљи милион особа са инвалидитетом је запослено. У САД, 14,3 од пројектованих 48,9 милион особа са инвалидитетом је запослено, а две трећине незапослених изјавило је да нису у могућности да нађу посао. Слично, у Белгији је само 30 процената особа са инвалидитетом било у могућности да нађе посао који се исплати. У Уједињеном Краљевству је утврђено да 45 одсто одраслих особа са инвалидитетом живи испод границе сиромаштва. Поуздани подаци о стопи незапослености особа са инвалидитетом тек треба да се утврде у већини земаља у развоју. Трендови сугеришу да би стопа запослености особа са инвалидитетом наставила да опада уколико се не позабаве политикама које узимају у обзир факторе као што су технолошки напредак и климатске промене.
Поједини социолози су показали да је ово искључење особа са инвалидитетом са тржишта плаћеног рада примарни разлог зашто већина припаднике популације особа са инвалидитетом доживљава далеко већи ниво сиромаштва и више се ослања на финансијску подршку других. Поред економских добити повезаних са запошљавањем, истраживачи су показали да учешће у формалном економском сектору смањује дискриминацију особа са инвалидитетом. Један антрополог који је бележио животе особа са инвалидитетом у Боцвани приметио је да ће појединци који су били у могућности да нађу формално запослење „обично добити положај у друштву једнак положају грађана који нису инвалиди“. Неки социолози сматрају да је искључење појединаца са инвалидитетом ван формалног радног места је значајна препрека друштвеној инклузији и једнакости.
Показало се да стварање инклузивног запошљавања које боље олакшава учешће особа са инвалидитетом има значајан позитиван утицај не само на животе ових појединаца, већ и на економије нација које спроводе такве мере. Међународна организација рада процењује да тренутна искљученост запошљивих појединаца са инвалидитетом кошта земље могућих добитака од 1 до 7 процената њиховог БДП-а.

## Последице
Многи сматрају да је однос између инвалидитета и сиромаштва посебно проблематичан с обзиром на то да оне са највећим потребама ставља у позицију у којој имају приступ најмање ресурса. Истраживачи из Уједињених нација и Јејлске школе јавног здравља односе се на везу између инвалидитета и сиромаштва као на манифестацију самоиспуњавајућег пророчанства где претпоставка да је ова популација одлив ресурса наводи друштво да им ускрати приступ путевима успеха. Такво искључење појединаца на основу њиховог инвалидитета заузврат им ускраћује могућност да дају значајне доприносе који оповргавају ове стереотипе. Оксфам тврди да је овај негативни циклус у великој мери последица грубог потцењивања потенцијала које имају појединци са инвалидитетом и недостатка свести о могућностима које свака особа може имати ако су присутни одговарајући ресурси.
У периодима економских тешкоћа, студије показују да породице могу да преусмере ресурсе од деце са сметњама у развоју јер се улагање у њихову егзистенцију често доживљава као улагање које старатељи не могу себи приуштити. Бенедикте Ингстад, антрополог који је проучавао породице са члановима који имају инвалидитет, тврди да је оно што неки могу сматрати занемаривањем особа са инвалидитетом „углавном одраз општих потешкоћа у којима је домаћинство живело“.
Студија коју је спровео Оксфам открила је да одбијање детета са сметњама у развоју није неуобичајено у областима екстремног сиромаштва. Извештај је даље показао да је занемаривање деце са сметњама у развоју далеко од намерног избора, већ пре последица недостатка основних ресурса. Студија је такође показала да се услуге неопходне за добробит ове деце „захваћају“ када су доступне. Организација стога закључује да када би породице имале капацитет да брину о деци са инвалидитетом, оне би то чиниле вољно, али често им немогућност приступа кључним ресурсима онемогућава пружање одговарајуће неге.

## Критике
Критичари тврде да је веза између инвалидитета и сиромаштва можда прецењена. Нагађа се да су културолошке разлике у дефиницији инвалидитета, пристрасност која доводи до издашнијих процена у име истраживача и варијабилност у инциденцијама које се не узимају у обзир међу земљама, све то део ове погрешне карактеризације.
Ови фактори наводе неке организације на закључак да је пројекција у којој се тврди да 10 процената глобалне популације припада заједници особа са инвалидитетом потпуно преширока. Светска здравствена организација је ажурирала своју процену укупног броја грађана који имају инвалидитет, на 4 одсто за земље у развоју и 7 одсто за индустријализоване земље. Агенција САД за међународни развој задржава почетних 10 процената, док Уједињене нације раде половину те стопе са пројекцијом од 5 процената. Проценат светске популације са инвалидитетом остаје предмет различитих процена и спора. Најновије процене о глобалној преваленци код одраслих су на око 15 процената.
Аргумент да развој треба усмјерити на боље деловање особа са инвалидитетом оспораван је по неколико основа. Прво, критичари тврде да се развој спроводи да би се искористио потенцијал који већина појединаца у овој популацији не поседује. Друго, изнета је тврдња да су трошкови здравствене заштите за особе са инвалидитетом једноставно превелики да би их сносила влада или невладине организације, посебно у погледу економија у развоју. Штавише, не постоји гаранција да ће улагање у рехабилитацију појединца довести до суштинских промена у њиховој агенцији. Тврди се да већина земаља којима је потребан екстензивни развој мора да се фокусира на здравствене тегобе као што су смртност новорођенчади, дијареја и маларија које су широко распрострањене убице и нису ограничене на одређену популацију.
Изнета је и критика у погледу потенцијалних решења. Што се тиче спровођења промена кроз политику, критичари су приметили да су слаб правни статус докумената Уједињених нација и недостатак расположивих ресурса за помоћ у њиховој примени резултирали борбом за постизање циљева које је поставила Генерална скупштина. Друге студије су показале да политика на националном нивоу није нужно била једнака значајним побољшањима унутар ових земаља. Један такав пример су САД, где социолози тврде да се „запошљавање особа са инвалидитетом само незнатно повећало од када је усвојен Закон о Американцима са инвалидитетом“.